# Molduradora
Molduradora es una máquina para cortar piedra. Puede emplear un método abrasivo, como hilo diamantado para producir el corte. El desarrollo del hilo diamantado ha posibilitado una explotación más ecológica y ordenada de las canteras, a la vez que en las etapas de elaboración en taller, permitiendo altos rendimientos, aprovechamiento del material y mejores acabados superficiales del producto.

## Aspectos mecánicos
Es importante el sistema de desplazamiento vertical de los carros y el desplazamiento longitudinal de la mesa de la máquina molduradora. En ambos casos, el mecanismo más recomendable es el de husillo rectificado y una tuerca de bolas, todo ello accionado mediante un motor eléctrico tipo Brushless. De este modo, el contacto tuerca-husillo se lleva a cabo en múltiples puntos y es un contacto puntual, en lugar de entre superficies planas, en el que el desgaste de las superficies en contacto debido al rozamiento provocará inexactitudes en los movimientos verticales de los carros y longitudinales de la mesa. Para evitar el efecto del ambiente agresivo en el que trabajan estas máquinas los husillos se deben instalar con unos fuelles protectores. Además, la lubricación de los husillos ha de ser constante, con lo que la instalación de una central de engrase en la máquina se hace imprescindible.
Otro aspecto importante de diseño radica en el movimiento de rotación de la mesa. Uno de los sistemas más precisos disponibles en la actualidad consiste en la instalación de una corona dentada que permite la rotación mediante el accionamiento de dos motores de sistema Backlash. Frente a la solución clásica de un único motor, la presencia del segundo motor se justifica debido a que, ante la orden de giro de un determinado ángulo, el control numérico es capaz de evaluar la desviación sobre el ángulo objetivo que se produce y actúa sobre el segundo motor, haciendo que éste corrija dicha desviación.
Para obtener un mayor rendimiento de la herramienta así como una mayor velocidad de corte, las máquinas de moldurar han de disponer de un sistema de aproximación y guía. Para ello, el sistema ha de ser capaz de reducir la luz de corte del hilo por un lado y de adaptar la posición de las poleas guía a la dirección del corte por otro. Por tanto, además de poder aproximarse a la piedra a cortar, el cabezal en el que se sitúan las dos poleas guía del hilo ha de ser capaz de girar 360° alrededor de un eje definido por el hilo comandado por el control numérico. De este modo las poleas guía se adaptan a la dirección del corte del hilo, permitiendo mayor rendimiento y velocidad de corte sin riesgo de que el hilo se salga del canal de la polea durante el avance del corte, consiguiendo además una trayectoria de corte más precisa. Este sistema de aproximación ha de ser lo suficientemente preciso, a la vez que robusto, para soportar la fuerza transmitida por el hilo durante el corte, cualquiera que sea la proximidad con la piedra.

## Sistemas de regulación y control
De entre todos los movimientos relativos existentes en una máquina de moldurar mediante hilo diamantado, el control de cinco de ellos es crítico para la correcta ejecución de las molduras: el movimiento vertical de los carros laterales, el movimiento de traslación de la mesa, la rotación de la mesa y la rotación del sistema de guía y aproximación.
Para la regulación y control de estos cinco movimientos, es necesaria la instalación de un control numérico de seis ejes con posibilidad de variación simultánea. De esta forma, el CNC controla de manera instantánea e independiente la posición de los seis motores mencionados anteriormente, adaptando la posición del sistema a la forma y dirección del corte, alargando la vida tanto de la herramienta como de las poleas guía.
El hilo diamantado es una herramienta de corte que requiere cuidados especiales para obtener de ella una larga vida, además de un elevado rendimiento y un corte de calidad. Por ello, además de un control completamente automatizado de los distintos motores que intervienen en el funcionamiento de la máquina, se hace necesaria la incorporación de sistemas de regulación y control adicionales imprescindibles para un desarrollo preciso del corte: sistema de tensionado automático del hilo capaz de detectar desde un exceso de arco en el hilo hasta la rotura del mismo, sistema de refrigeración de la herramienta mediante boquillas de impulsión orientables, sistema de variación de la velocidad lineal del hilo por medio de un variador electrónico para evitar fenómenos de resonancia mecánica del hilo.